# Campionati sloveni di sci alpino 2023
I Campionati sloveni di sci alpino 2023 si sono svolti a Kranjska Gora e a Petzen (in Austria) dal 24 al 31 marzo; il programma includeva gare di discesa libera, supergigante, slalom gigante, slalom speciale, combinata e parallelo, sia maschili sia femminili, ma gli slalom speciali e i paralleli sono stati annullati.
Trattandosi di competizioni valide anche ai fini del punteggio FIS, vi hanno potuto partecipare anche sciatori di altre federazioni, senza che questo consentisse loro di concorrere al titolo nazionale sloveno. 

## Risultati

### Uomini

#### Discesa libera
| Pos. | Atleta            | Nazione  | Tempo   |
| ---- | ----------------- | -------- | ------- |
| 1    | Martin Čater      | Slovenia | 1:10,62 |
| 1    | Miha Hrobat       | Slovenia | 1:10,62 |
| 3    | Nejc Naraločnik   | Slovenia | 1:10,70 |
| 4    | Martin-Luis Walch | Austria  | 1:11,04 |
| 5    | Lukas Broschek    | Austria  | 1:11,34 |
| 6    | Noah Geihseder    | Austria  | 1:11,38 |
| 7    | Luis Tritscher    | Austria  | 1:11,63 |
| 8    | Elvis Opmanis     | Lettonia | 1:11,99 |
| 9    | Simon Lochmann    | Italia   | 1:12,16 |
| 10   | Lauris Opmanis    | Lettonia | 1:12,19 |

Località: Petzen

Data: 29 marzo

#### Supergigante
| Pos. | Atleta               | Nazione  | Tempo   |
| ---- | -------------------- | -------- | ------- |
| 1    | Otmar Striedinger    | Austria  | 1:16,61 |
| 2    | Martin Čater         | Slovenia | 1:17,08 |
| 3    | Pietro Zazzi         | Italia   | 1:17,29 |
| 4    | Mattia Cason         | Austria  | 1:17,56 |
| 5    | Rok Ažnoh            | Slovenia | 1:17,57 |
| 6    | Christopher Neumayer | Austria  | 1:17,61 |
| 7    | Barnabás Szőllős     | Israele  | 1:17,63 |
| 8    | Klemen Kosi          | Slovenia | 1:17,79 |
| 9    | Martin-Luis Walch    | Austria  | 1:17,96 |
| 10   | Filip Zubčić         | Croazia  | 1:17,99 |

Località: Petzen

Data: 30 marzo

#### Slalom gigante
| Pos. | Atleta               | Nazione  | Tempo   |
| ---- | -------------------- | -------- | ------- |
| 1    | Žan Kranjec          | Slovenia | 1:55,34 |
| 2    | Štefan Hadalin       | Slovenia | 1:55,93 |
| 3    | Noel Zwischenbrugger | Austria  | 1:56,95 |
| 4    | Jonas Stockinger     | Germania | 1:57,16 |
| 5    | Tobias Kogler        | Austria  | 1:57,40 |
| 6    | Lukas Passrugger     | Austria  | 1:58,28 |
| 7    | Anže Gartner         | Slovenia | 1:58,50 |
| 8    | Adrian Dion Tschach  | Austria  | 1:58,51 |
| 9    | Philip Hoffmann      | Austria  | 1:58,55 |
| 10   | Oscar Heine          | Austria  | 1:58,83 |

Località: Kranjska Gora

Data: 24 marzo

#### Slalom speciale
La gara, in programma a Kranjska Gora il 25 marzo, è stata annullata.

#### Combinata
| Pos. | Atleta           | Nazione  | Tempo   |
| ---- | ---------------- | -------- | ------- |
| 1    | Barnabás Szőllős | Israele  | 1:53,03 |
| 2    | Klemen Kosi      | Slovenia | 1:53,75 |
| 3    | Rok Ažnoh        | Slovenia | 1:53,97 |
| 4    | Samuel Kolega    | Croazia  | 1:54,09 |
| 5    | Tvrtko Ljutić    | Croazia  | 1:54,87 |
| 6    | Martin Čater     | Slovenia | 1:55,49 |
| 7    | Elvis Opmanis    | Lettonia | 1:55,54 |
| 8    | Miha Hrobat      | Slovenia | 1:56,69 |
| 9    | Miha Svetličič   | Slovenia | 1:57,02 |
| 10   | Juhan Luik       | Estonia  | 1:57,39 |

Località: Petzen

Data: 31 marzo

#### Parallelo
La gara, in programma a Kranjska Gora il 31 marzo, è stata annullata.

### Donne

#### Discesa libera
| Pos. | Atleta                          | Nazione  | Tempo   |
| ---- | ------------------------------- | -------- | ------- |
| 1    | Ilka Štuhec                     | Slovenia | 1:12,57 |
| 2    | Alina Kogler                    | Austria  | 1:13,68 |
| 3    | Maryna Gąsienica-Daniel         | Polonia  | 1:14,20 |
| 4    | Perrine Grasser                 | Austria  | 1:14,30 |
| 5    | Ania Monica Caill               | Romania  | 1:14,61 |
| 6    | Hólmfríður Dóra Friðgeirsdóttir | Islanda  | 1:14,81 |
| 7    | Anastasija Šepilenko            | Ucraina  | 1:14,95 |
| 8    | Matilde Schwencke               | Cile     | 1:15,79 |
| 9    | Neja Dvornik                    | Slovenia | 1:15,81 |
| 10   | Leonie Schönherr                | Canada   | 1:16,03 |
|      |                                 |          |         |
| 14   | Ana Bokal                       | Slovenia | 1:17,83 |

Località: Petzen

Data: 29 marzo

#### Supergigante
| Pos. | Atleta                | Nazione  | Tempo   |
| ---- | --------------------- | -------- | ------- |
| 1    | Lea Lipburger         | Austria  | 1:21,16 |
| 2    | Magdalena Ranalter    | Austria  | 1:21,34 |
| 3    | Sophie Fischer        | Austria  | 1:21,53 |
| 4    | Nicole Eibl           | Austria  | 1:22,18 |
| 5    | Nika Tomšič           | Slovenia | 1:22,34 |
| 6    | Ania Monica Caill     | Romania  | 1:22,41 |
| 7    | Neja Dvornik          | Slovenia | 1:22,76 |
| 8    | Florentina Schnittler | Austria  | 1:22,84 |
| 9    | Dora Ljutić           | Croazia  | 1:23,15 |
| 10   | Anastasija Šepilenko  | Ucraina  | 1:23,21 |
|      |                       |          |         |
| 16   | Ana Bokal             | Slovenia | 1:24,94 |

Località: Petzen

Data: 30 marzo

#### Slalom gigante
| Pos. | Atleta           | Nazione     | Tempo   |
| ---- | ---------------- | ----------- | ------- |
| 1    | Neja Dvornik     | Slovenia    | 1:59,28 |
| 2    | Ana Bucik        | Slovenia    | 1:59,65 |
| 3    | Nika Tomšič      | Slovenia    | 1:59,83 |
| 4    | Emma Aicher      | Germania    | 2:00,09 |
| 5    | Michaela Heider  | Austria     | 2:00,55 |
| 6    | Katharina Truppe | Austria     | 2:00,65 |
| 7    | Elisa Mörzinger  | Austria     | 2:00,78 |
| 8    | Stella Johansson | Stati Uniti | 2:00,98 |
| 9    | Leonie Raich     | Austria     | 2:01,28 |
| 10   | Natalie Falch    | Austria     | 2:01,46 |

Località: Kranjska Gora

Data: 24 marzo

#### Slalom speciale
La gara, in programma a Kranjska Gora il 25 marzo, è stata annullata.

#### Combinata
| Pos. | Atleta                          | Nazione     | Tempo   |
| ---- | ------------------------------- | ----------- | ------- |
| 1    | Nika Tomšič                     | Slovenia    | 2:00,49 |
| 2    | Neja Dvornik                    | Slovenia    | 2:00,56 |
| 3    | Gwyneth ten Raa                 | Lussemburgo | 2:02,93 |
| 4    | Matilde Schwencke               | Cile        | 2:03,75 |
| 5    | Hólmfríður Dóra Friðgeirsdóttir | Islanda     | 2:03,92 |
| 6    | Dora Ljutić                     | Croazia     | 2:04,53 |
| 7    | Ana Bokal                       | Slovenia    | 2:05,53 |
| 8    | Alexis Ordway                   | Stati Uniti | 2:06,43 |
| 9    | Lana Pušnik                     | Slovenia    | 2:06,51 |
| 10   | Saffron Klotz                   | Canada      | 2:07,41 |

Località: Petzen

Data: 31 marzo

#### Parallelo
La gara, in programma a Kranjska Gora il 31 marzo, è stata annullata.